# Matt Leinart
Matthew Stephen Leinart (11 de mayo de 1983 en Santa Ana, California) es un exjugador de fútbol americano que jugaba en la posición de quarterback para los Oakland Raiders de la NFL. Fue seleccionado con la selección 10 global en el draft de 2006 por los Arizona Cardinals. Jugó al fútbol americano colegial para la Universidad del sur de California y llevó a los USC Trojans a 2 títulos nacionales (2003, 2004), además de un subcampeonato (2005). En 2004, su penúltima temporada en USC, ganó el Trofeo Heisman.
El 1 de mayo de 2012 Leinart firmó con los Oakland Raiders como sustituto de su excompañero de colegial Carson Palmer. Cuando Palmer fue lesionado en la semana 16, Leinart tomó su lugar en la derrota de Oakland por 6-17 ante los Carolina Panthers.

## Estadísticas

### Universidad
|      |             | Por aire | Por aire | Por aire | Por aire | Por aire | Por aire | Por aire | Por tierra | Por tierra | Por tierra |
| Temp | Equipo      | PJ       | Comp     | Att      | Pct      | Yds      | TD       | INT      | Att        | Yds        | TD         |
| 2003 | USC Trojans | 13       | 255      | 402      | 63.4     | 3556     | 38       | 9        | 32         | -62        | 0          |
| 2004 | USC Trojans | 13       | 269      | 412      | 65.3     | 3322     | 33       | 6        | 49         | -44        | 3          |
| 2005 | USC Trojans | 13       | 283      | 431      | 65.7     | 3815     | 28       | 8        | 51         | 36         | 6          |
|      | Totales     | 39       | 807      | 1245     | 64.8     | 10693    | 99       | 23       | 132        | -70        | 9          |

### NFL
|           |                   | Por aire | Por aire | Por aire | Por aire | Por aire | Por aire | Por aire | Por aire | Por tierra | Por tierra | Por tierra |
| --------- | ----------------- | -------- | -------- | -------- | -------- | -------- | -------- | -------- | -------- | ---------- | ---------- | ---------- |
| Temporada | Equipo            | PJ       | Índice   | Att      | Comp     | Pct      | Yds      | TD       | INT      | Att        | Yds        | TD         |
| 2006      | Arizona Cardinals | 12       | 74.0     | 377      | 214      | 56.8     | 2547     | 11       | 12       | 22         | 69         | 2          |
| 2007      | Arizona Cardinals | 5        | 71.9     | 112      | 60       | 53.6     | 647      | 2        | 4        | 11         | 42         | 0          |
|           | Totales           | 17       | 71.2     | 489      | 274      | 56.0     | 3194     | 13       | 16       | 33         | 91         | 2          |